# Râul Bârzava, Timiș
Bârzava este un râu ce izvorăște în Munții Semenic, în județul Caraș-Severin și curge spre nord până în aval de lacul Breazova, unde face un cot brusc spre vest păstrându-și această direcție până în aval de Reșița de unde se îndreaptă spre nord-vest. Curge printr-o vale adâncă și împădurită săpată în șisturi cristaline. Afluenții ei mai importanți de pe stânga - Văliug, Crainic, Râul Alb, Secu, Valea Mare și Domainul - sunt scurți și străbat mai cu seamă rocile necalcaroase din nordul Munților Aninei.
Străbate județul Timiș și provincia Voivodina din Serbia și se varsă în râul Timiș. Are o lungime de 166 km din care 127 km în România. Pe o porțiune de 3,8 km râul marchează frontiera româno-sârbească.

## Hărți
- Harta județului Timiș
- Harta Județului Caraș-Severin
- Harta Munții Semenic  Arhivat în 4 martie 2016, la Wayback Machine.
- Harta Munții Aninei [nefuncțională – arhivă]

## Galerie

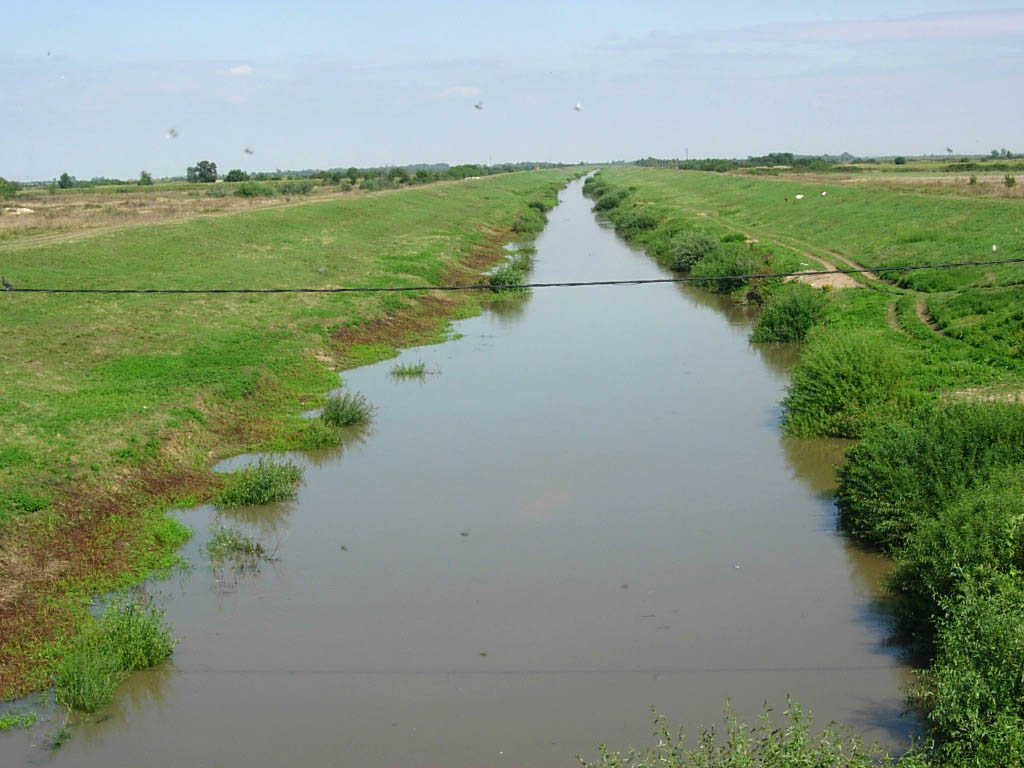
Râul Bârzava la Konak Serbia